# Ԛ
Das Ԛ (kleingeschrieben ԛ) ist ein kyrillischer Buchstabe. Er wurde direkt dem lateinischen Alphabet entnommen und sieht in den meisten Fällen auch genauso aus wie sein lateinisches Pendant, in einigen Fällen ist aber auch eine Version gebräuchlich, in der sowohl Groß- als auch Kleinbuchstabe visuell auf dem kleinen q basieren.
Im kurdischen Alphabet war das Ԛ der vorletzte Buchstabe im Alphabet und stand für den stimmlosen uvularen Plosiv /⁠q⁠/. Es entsprach dem Q im lateinischen bzw. dem ق im arabischen Alphabet. Da das kyrillische Alphabet nicht mehr für das Kurdische verwendet wird, ist der Buchstabe nicht mehr in Gebrauch.
In einem frühen abchasischen Alphabet von 1925 war der Buchstabe ebenfalls in Gebrauch und stand für denselben Laut wie der kurdische Buchstabe. Im heutigen Alphabet wird dieser Laut mit dem Buchstaben Ҟ wiedergegeben.

## Zeichenkodierung
Unicode enthält das Ԛ an den Codepunkten U+051A (Großbuchstabe) und U+051B (Kleinbuchstabe). Häufig wird als Ersatz für diesen Buchstaben das lateinische Q verwendet.
| Standard  | Standard    | Majuskel Ԛ                 | Minuskel ԛ               |
| --------- | ----------- | -------------------------- | ------------------------ |
| Unicode   | Codepoint   | U+51A                      | U+51B                    |
| Unicode   | Name        | CYRILLIC CAPITAL LETTER QA | CYRILLIC SMALL LETTER QA |
| UTF-8     | UTF-8       | D4 9A                      | D4 9B                    |
| XML/XHTML | dezimal     | &#1306;                    | &#1307;                  |
| XML/XHTML | hexadezimal | &#x51A;                    | &#x51B;                  |